# Jaroslaw Gennadijewitsch Beloussow
Jaroslaw Gennadijewitsch Beloussow (russisch Ярослав Геннадиевич Белоусов; * 30. Juli 1991 in Moskau) ist ein Student der Politikwissenschaften an der Lomonossow-Universität im vierten Jahr und Angeklagter im  „Bolotnaja-Prozess“. 

## Leben
Beloussow war nie als politischer Aktivist bekannt. Er war aber zweimal Wahlbeobachter, einmal Mitglied der Wahlkommission eines Wahllokals.
Als Student schrieb Beloussow an einer Arbeit über die Rolle sozialer Medien bei Protestkundgebungen. Zur Demonstration auf dem Bolotnaja-Platz am 6. Mai 2012 kam er zu Studienzwecken.

## Haft
Beloussow nahm am 6. Mai 2012 an einer genehmigten Kundgebung auf dem Bolotnaja-Platz in Moskau teil, wurde am 9. Juni 2012 verhaftet und später angeklagt. Beloussow befand sich seitdem bis zum Urteil in Untersuchungshaft. 
Ihm wird wie vielen anderen Bolotnaja-Gefangenen die Teilnahme an Massenunruhen (Art. 212 Absatz 2 StGB RF) sowie Gewaltanwendung gegen Staatsvertreter (Art. 318 StGB RF) vorgeworfen. 
Für Beloussow haben der Duma-Abgeordnete Wjatscheslaw Tetjokin und etwa 10 kommunale Abgeordnete gebürgt. Der russische Dichter und Essayist Lew Rubinstein unterstützte Jaroslaw Beloussow und veröffentlichte ein Video über ihn.
Richterin Nikischina zählte weitere mildernde Umstände auf: 
"Beloussow ist verheiratet, hat ein dreijähriges Kind, das im vergangenen Jahr zwei Mal im Krankenhaus war und operiert werden musste. Beloussows Frau, selbst Studentin, hat vor Gericht ausgesagt, dass sie das Kind seitdem zu Hause pflegen müsse und materielle Schwierigkeiten habe, weil ihr Mann nichts mehr dazuverdiene. Zudem hat die Verwaltung des Untersuchungsgefängnisses festgestellt, dass Beloussow sich nicht beschwere, angemessen auf Erziehungsmaßnahmen reagiere und nicht zu Exzessen neige." Die Untersuchungshaft wurde von den Moskauer Gerichten dennoch immer wieder verlängert, obwohl seine Verwandten bereit waren, eine Kaution zu hinterlegen.
Beloussow wurde am 21. Februar 2014 zu zweieinhalb Jahren Straflager verurteilt. Zusammen mit ihm wurden am 24. Februar 2014 noch weitere sechs Personen zu Haftstrafen von zweieinhalb bis sechs Jahren Dauer verurteilt.
Beloussow leidet an Asthma und ist in einer schlechten gesundheitlichen Verfassung (seine Sehschwäche hat sich auf −9 und −5 Dioptrien verschlechtert).
2014 wurde Beloussow aus dem Gefängnis entlassen.